# Azer Karimov
Azər Kərimov Fəzi ml. (* 29. prosince 1951 Daşkənd kəndi, Göyçə mahalı, Arménská sovětská socialistická republika) je zástupce Evropského centra diaspory. Od roku 1994 je doktorem technických věd a od roku 1995 profesorem.

## Život
Azer Karimov je synem Gasima Fazi, ázerbájdžánského básníka a vojáka, vnukem Mashadi Gasima, který bojoval proti Dašnakům při vzniku Ázerbájdžánu. Narodil se na území východní Arménie, v roce 1953 byla jeho rodina deportována do vesnice Jeni Daškend v blízkosti Bardy. Roku 1968 skončil střední školu v Jeni Daškendu a začal studovat stavební fakultu v Ázerbájdážnském polytechnickém institutu. Promoval v roce 1973 jako stavební ekonom a začal vyučovat na právě absolvované vysoké škole.
V Moskvě vystudoval postrgraduální studium, obhájil disertační práci a získal titul kandidáta věd. Po návratu do Baku se stal docentem a získal Leninovu cenu v oblasti "Věda a technologie".
V roce 1994 obhájil doktorskou disertační práci v Bratislavě.
V roce 1998 spoluzaložil Česko-ázerbájdžánské centrum pro kulturní vztahy na VUT v Brně.
Žije střídavě v Brně a v Baku, je ženatý a otec tří synů. Synové podnikají v České republice ve stavebnictví.

## Aktivity
Zabývá se koordinací vzdělávacích aktivit pro státy bývalého SNS a je předsedou ČACVaK.
Od roku 1990 vyučuje na VUT v Brně, jako jediný ázerbájdžánský vyučující.
Aktivně se podílí na posilování dobrého jména Ázerbájdžánu ve světě.
Za budování česko-ázerbájdžánských vztahů obdržel děkovné dopisy od Václava Klause, Miloše Zemana a Ilhama Alijeva.